# Ravenna (Nebraska)
Ravenna és una població dels Estats Units a l'estat de Nebraska. Segons el cens del 2000 tenia 1.341 habitants.

## Demografia
Segons el cens del 2000, Ravenna tenia 1.341 habitants, 534 habitatges, i 349 famílies. La densitat de població era de 690,4 habitants per km².
Dels 534 habitatges en un 32,4% hi vivien nens de menys de 18 anys, en un 55,4% hi vivien parelles casades, en un 7,7% dones solteres, i en un 34,5% no eren unitats familiars. En el 31,5% dels habitatges hi vivien persones soles el 18,7% de les quals corresponia a persones de 65 anys o més que vivien soles. El nombre mitjà de persones vivint en cada habitatge era de 2,39 i el nombre mitjà de persones que vivien en cada família era de 3,02.
Per edats la població es repartia de la següent manera: un 26,9% tenia menys de 18 anys, un 6,1% entre 18 i 24, un 26,1% entre 25 i 44, un 17% de 45 a 60 i un 23,9% 65 anys o més.
L'edat mediana era de 39 anys. Per cada 100 dones de 18 o més anys hi havia 77,2 homes.
La renda mediana per habitatge era de 31.875 $ i la renda mediana per família de 39.609 $. Els homes tenien una renda mediana de 31.111 $ mentre que les dones 19.226 $. La renda per capita de la població era de 15.953 $. Aproximadament el 3,7% de les famílies i el 7,6% de la població estaven per davall del llindar de pobresa.

## Poblacions més properes
El següent diagrama mostra les poblacions més properes.